# Burns (cráter)
Burns es un cráter de impacto de 43 km de diámetro del planeta Mercurio. Debe su nombre al poeta escocés Robert Burns (1759-1796), y su nombre fue aprobado por la Unión Astronómica Internacional en 1985.